# Tercera República portuguesa
Se conoce como Tercera República el periodo de la historia de Portugal que se abrió tras la Revolución de los Claveles de 1974 y que dura hasta la actualidad. La Primera República se declararía en 1910, cuando la monarquía quedó abolida, y la Segunda se abrió tras el golpe de Estado del general Gomes da Costa en 1926, que estableció una dictadura militar, luego la Dictadura Nacional (1928) y el Estado Novo (1933).

## Antecedentes

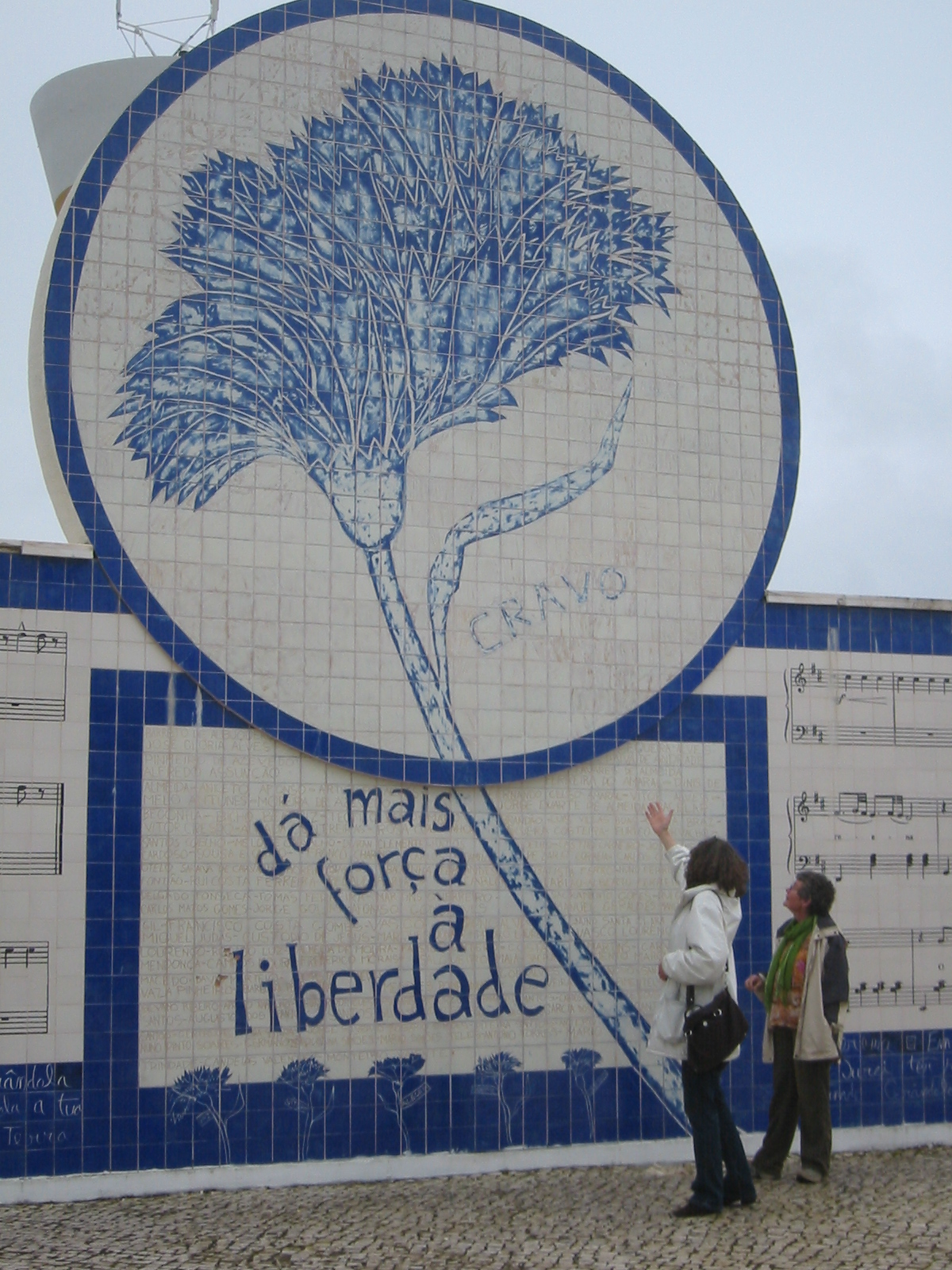
El clavel, símbolo de la Revolución por la cual comenzó la Tercera República portuguesa

El final de la Primera República portuguesa tuvo lugar en mayo de 1926, tras un golpe de Estado que instauró una dictadura militar. Esta devendría en el régimen de corte fascista denominado Estado Novo, fue fundado por su principal dirigente: António de Oliveira Salazar. Salazar gobernó hasta 1968, cuando se tuvo que retirar de la política por motivos de salud, y fue sucedido por Marcelo Caetano. El Estado se enfrentó a muchos problemas internos así como externos, entre los que destacaba la guerra colonial portuguesa. El 25 de abril de 1974 un golpe de Estado pacífico de jóvenes militares derrocó a Marcelo Caetano. A este levantamiento se unió gran parte de la población del país. Se denominó Revolución de los Claveles debido a que los militares llevaban claveles en las puntas de sus armas como símbolo de paz. Con esta revolución dio comienzo la Tercera República.
Los días inmediatos a la Revolución fueron especialmente festivos. Se celebraba que la dictadura que había gobernado el país durante 48 años había llegado a su fin. Comenzó a su vez la llegada de políticos exiliados como Álvaro Cunhal y Mário Soares, que llegaron para celebrar el 1 de mayo como símbolo de la libertad recobrada.

## Tras la Revolución: Socialismo o pluripartidismo
Desde un primer momento se sabía que los militares alzados estaban en contra del régimen dictatorial. Una vez derrocado se planteó la cuestión de qué sistema político seguir, habiendo discrepancias entre los propios militares. La Revolución fue producida especialmente por un grupo de oficiales jóvenes unidos en el Movimiento de las Fuerzas Armadas (MFA). Dentro de ese grupo había diferentes corrientes políticas, pues mientras que la rama radical, representada por Otelo Saraiva de Carvalho, apostaba por el socialismo radical, se creó otra rama bajo la dirección de Ernesto Melo Antunes. Para lograr el éxito del alzamiento, el MFA buscó apoyo en los sectores conservadores del Ejército que estuvieran desafectos con el régimen, siendo el jefe del Estado Mayor el general Francisco da Costa Gomes y su seguidor el general António de Spínola. Ambos habían sido expulsados del cuerpo de Estado Mayor por críticas a la política de gobierno de Caetano.
De esta forma se crearon tres grandes grupos, en los cuales se mezclaban militares y civiles: 
- Los conservadores: dentro del Ejército este grupo estaba representado por Costa Gomes y Spínola, y dentro del MFA, por Melo Antunes. António de Spínola, conocido por llevar un monóculo y de linaje aristocrático, era la personificación de las ideas conservativas (en 1941 había participado como observador de la Wehrmacht durante el sitio de Leningrado). Dentro de la sociedad civil se unieron a este grupo políticos que habían pertenecido al partido único existente en la Segunda República y que ya en esa época se habían mostrado favorables a las reformas; no obstante, debido a que se apreciaba como imposible un cambio profundo en el régimen, se unieron a las fuerzas revolucionarias. Los representantes de este grupo eran Francisco de Sá Carneiro (primer ministro en 1980) y Francisco Pinto Balsemão, fundadores y líderes del conservador Partido Popular Democrático (PPD) en mayo de 1974.

- Los socialistas: que estaban a favor de crear una socialdemocracia según esquemas de Europa Occidental. Estaban representados por el Partido Socialista (PS), creado en abril de 1973, y su dirigente era Mário Soares.

- La izquierda revolucionaria: que quería convertir a Portugal en un país socialista con un sistema económico similar al de los países del Pacto de Varsovia. Dentro del Ejército y del MFA se encontraba Otelo Saraiva de Carvalho como líder y en la sociedad civil, el Partido Comunista Portugués (PCP), bajo el liderazgo de Álvaro Cunhal.

### Gobierno de Da Palma Carlos
Justo tras la revolución se creó un Gobierno provisional, denominado Junta de Salvación Nacional. El presidente de la Junta, António de Spínola, fue nombrado presidente de la República. El 15 de mayo de 1974 nombró a Adelino da Palma Carlos como primer ministro. Da Palma Carlos era un abogado de corte conservador, cuyas políticas chocaron con la opinión del presidente Spínola. Tuvo que unir todas las corrientes en su Gobierno, teniendo como ministros a Sá Carneiro (sin cartera), a Mário Soares (Asuntos Exteriores), y a Álvaro Cunhal (también sin cartera). Además, Da Palma Carlos no poseía el poder sobre el país en solitario, pues los órganos informales que se habían creado tras la revolución, especialmente la Junta de Salvación Nacional y el MFA, controlaban al Gobierno.
En las semanas posteriores al nombramiento de Da Palma Carlos, fueron aumentando las diferencias ideológicas entre el primer ministro y el presidente de la República, así como con elementos radicales del MFA. Tuvo especial importancia la cuestión sobre las colonias portuguesas. Los líderes del régimen no estaban unidos en la cuestión de la política colonial, que antes de la revolución se había basado en la imposición militar de la fuerza. Antes del golpe, Spínola había establecido en su libro Portugal e o futuro (1974) que Portugal no podía ganar la guerra de forma militar, debido a la escasez de recursos materiales, pero Caetano seguía imponiendo la fuerza militar como única respuesta. Spínola estaba a favor de mantener las colonias; sin embargo, consideraba necesario dotarlas de cierta autonomía, con una relación especial con el Estado portugués, al estilo de la Commonwealth. 
António de Spínola también tenía presente la posibilidad que varios miles de portugueses residentes en las colonias regresaran al país de forma masiva tras la independencia de estas y las dificultades que ello podría generar para la frágil economía portuguesa. Empero, los sectores radicales dentro del MFA estaban en contra de las posiciones de Spínola, rechazaban proseguir la guerra y su principal objetivo era terminarla como fuera y haciendo regresar a las tropas a la metrópoli en el menor tiempo posible. Este objetivo era común con los de los grupos de liberación africanos de corte comunista, como el Movimiento Popular de Liberación de Angola (MPLA) o el Frente de Liberación de Mozambique (FRELIMO). Por otro lado, el MFA tenía interés en terminar con los riesgos que corrían los soldados portugueses en la guerra africana. Spínola estaba dispuesto a dar la independencia a Guinea-Bisáu así como a Mozambique, mientras que dudaba con entregar Angola al movimiento de liberación comunista.
Estos conflictos debilitaron no solo al presidente Spínola, sino también al primer ministro Da Palma Carlos, para quien el presidente era el único soporte. Cuando Da Palma Carlos perdió el referéndum nacional que confería más poder al Gobierno y menos al presidente, en julio de 1974, tuvo que dimitir y retirarse del Ejecutivo.

### Radicalización: Gobierno de Vasco Gonçalves
Spínola no tenía otra elección que nombrar al militar radical Vasco Gonçalves como primer ministro, quien asumió el cargo el 18 de julio. Gonçalves era muy cercano al Partido Comunista, aunque veía al secretario general Álvaro Cunhal como un adversario. El nuevo primer ministro intentó crear un Estado siguiendo el modelo económico soviético, y por ello bajo su gobierno se radicalizó la política interna y especialmente la económica. Los ministros conservadores que estaban en el Gobierno anterior, como Sá Carneiro, perdieron sus puestos. El nuevo régimen llevó a cabo una reforma agraria a través de la nacionalización de las grandes fincas y de los bancos. Como los bancos habían sido nacionalizados y controlaban gran parte de la economía interna, el Estado pasó a controlar de modo directo casi el 70 % del PIB.[cita requerida] Spínola intentó oponerse a esas reformas. El primer ministro Gonçalves y Otelo de Saraiva, un militar radical del MFA, se pusieron en su contra y Spínola tuvo que dimitir el 30 de septiembre de ese mismo año.
El sucesor de Spínola fue el general Francisco da Costa Gomes. Como Spínola, pertenecía al ala conservadora del MFA y era jefe de su Estado Mayor, pero Da Costa Gomes intentó hacer reformas silenciosas. Spínola había sido políticamente eliminado debido a su conservadurismo, por lo que el nuevo presidente intentó que sus ideales conservadores no vieran la luz. Por otro lado, en los países de la Europa Occidental y especialmente en los Estados Unidos se fueron acrecentando los temores de que Portugal se convirtiera en el primer país de la OTAN con un Gobierno comunista. Da Costa Gomes sabía que un régimen tal en Portugal no sería apoyado por los países occidentales y utilizó esta arma para oponerse a Gonçalves y al MFA.
Las tensiones terminaron el 11 de marzo de 1975, cuando las fuerzas conservadoras dentro de los militares dieron un golpe contra el Gobierno de izquierdas. El golpe no resultó ser efectivo y Spínola, al que se consideraba inductor, tuvo que marchar al exilio en España y luego en Brasil.

### Presidencia de Da Costa Gomes: Problema colonial y reforma constitucional
Como Da Costa Gomes estaba a favor de dar la independencia a las colonias —al contrario de Spínola—, comenzaron las negociaciones con los movimientos de liberación para llegar a una solución rápida al problema. En septiembre de 1974 se reconoció la independencia a Guinea-Bisáu (10 de septiembre); luego el verano de 1975 a Mozambique (25 de junio), Cabo Verde (5 de julio) y Santo Tomé y Príncipe (12 de julio); y finalmente, en noviembre, a Angola. Con todo, Macao permaneció como parte de Portugal, aunque se consideró un territorio chino bajo administración portuguesa. La República Popular China no quiso negociar sobre la devolución de Macao hasta que no se solucionara la de Hong Kong. La última colonia portuguesa en recibir la independencia fue Timor Oriental, el 28 de noviembre de 1975, que enseguida fue invadida y anexionada por Indonesia al mes siguiente.
Dentro de la política interna hubo muchas modificaciones institucionales. De esta forma, se eliminó el Consejo de Defensa Nacional y se fundó en marzo de 1975 el Consejo de la Revolución. Este tenía tres presidentes, entre los que se encontraban, al lado del propio presidente Da Costa Gomes, el primer ministro Vasco Gonçalves y el coronel Otelo Saraiva. Con esto la izquierda seguía teniendo mayoría de dos tercios. El Consejo tenía como finalidad controlar la actuación del presidente y poner veto a las decisiones que este tomara.
Para llevar al país al modelo constitucional y democrático era necesario crear una nueva Constitución, ya que aún estaba vigente la del Estado Novo (1933) y sus fundamentos eran incompatibles. Los partidos radicales, conscientes de que no iban a lograr una mayoría parlamentaria, condicionaron la celebración de elecciones a Cortes Constituyentes a la celebración previa de un pacto político. Cuando los partidos se unieron tras este pacto, se convocaron elecciones y el 25 de abril de 1975, primer aniversario de la Revolución, se eligió la nueva Asamblea Constituyente. Los vencedores fueron los socialistas (40,69 % de los votos válidos), seguidos por los conservadores del PPD (28,36 %), con una mayoría de votos. El primer ministro Vasco Gonçalves, a pesar del resultado, siguió con su política favorable a los comunistas (tercer partido con el 13,39 %) y los ministros socialistas, entre ellos Mário Soares, fueron expulsados del Gobierno.[cita requerida]

### El verano caliente de 1975
Dentro del MFA seguía habiendo varias tendencias. Las fuerzas radicales publicaron su programa para la construcción de una sociedad socialista en Portugal. Otros miembros, bajo la dirección de Melo Antunes, crearon el denominado Grupo de los Nueve, destinado a ser el contrario a la socialización, pidiendo la creación de un estado social y democrático según el modelo escandinavo de estado de bienestar. El presidente Da Costa Gomes utilizó estas discrepancias dentro del MFA así como la fuerza del Partido Socialista para terminar con el Gobierno de Vasco Gonçalves y nombrar a otro oficial, el almirante José Pinheiro de Azevedo, como primer ministro.
Para la defensa de los avances de la Revolución, que se veían afectados por el giro al centro de la política nacional, se creó el movimiento Soldados Unidos Vencerán (SUV). La política interna del país empeoró. Hubo grandes manifestaciones políticas en las calles de las principales ciudades del país. La radio Renascença, un símbolo de la Revolución de los Claveles, fue ocupada por las fuerzas radicales y luego por fuerzas gubernamentales. A raíz del verano caliente, los agricultores sin tierras comienzan a ocupar los grandes latifundios del Sur exigiendo el reparto de la propiedad privada o la constitución de cooperativas. Los terratenientes del Norte crearon grupos de guerrillas armadas para proteger sus fincas. El gran número de retornados de las colonias (aproximadamente 500 000 individuos) aumentó los problemas de la política interna: la economía de Portugal no podía absorber a miles de excolonos que retornaban a la metrópoli como una masa repentinamente empobrecida, al causar una fuerte presión sobre el mercado laboral y sobre los servicios básicos del país; además, la gran mayoría de estos retornados se habían constituido en opositores al MFA, que culpaban de haber perdido sus hogares, propiedades o empleos en las colonias, y por lo tanto engrosaban las filas de votantes conservadores.
En la mañana del 25 de noviembre de 1975 varias unidades de tropa se levantaron contra la decisión del general Morais da Silva, de tendencia conservadora, de impedir la filiación política de las tropas. Las fuerzas conservadoras dentro del MFA, el llamado Grupo de los Nueve, vio el inicio de un golpe y un levantamiento de las fuerzas radicales de izquierda contra el Gobierno. El presidente Da Costa Gomes solicitó al Partido Comunista que le garantizara que no llamaría a sus militantes a la movilización, permitiendo así un procedimiento militar para terminar con el alzamiento. El presidente declaró el estado de excepción y hubo enfrentamientos entre militares y tropas leales al Gobierno, con muertes en ambos bandos. El jefe del Estado Mayor, Otelo Saraiva, que en esa época era comandante de Estado Mayor de la guarnición de Lisboa, fue hecho preso por considerarse el inductor del alzamiento. Además, se disolvió el Comando Operacional del Continente (COPCON), un grupo militar de elite formado por paracaidistas, marines y miembros de la infantería, además del apoyo militar fundamental de Otelo Saraiva. Con ello terminó la fase comunista de la revolución, que había destacado por el caos en la política interna.[cita requerida]
En los primeros meses de 1976 hubo algunos conflictos políticos, que desembocaron en grandes manifestaciones para la liberación de los soldados apresados en el levantamiento de noviembre del año anterior, así como atentados con bombas a políticos de izquierdas, que fueron puestas por miembros de la extrema derecha.
El Gobierno de Pinheiro de Azevedo intentó rápidamente consolidar el Estado y volver a la normalidad. Uno de los principales métodos para lograrlo fue la creación de una nueva Constitución. El 2 de abril de 1976 la Asamblea Constituyente aprobó definitivamente el texto con importantes cambios:
- El presidente sería elegido por «sufragio universal, directo y secreto de los ciudadanos portugueses electores, censados en territorio nacional» (art. 124).
- El mandato del presidente tendría una duración de cinco años (art. 131), pudiendo renovar el mandato solo una vez (art. 126).
- El primer ministro y el Gobierno responderían ante el presidente y ante la Asamblea de la República (arts. 193-194).
- El primer ministro sería nombrado por el presidente conforme a los resultados electorales en la votación popular por la Asamblea (art. 190).
- Los miembros de la Asamblea de la República —mínimo 240 y máximo 250 (art. 151)— se elegirían por una legislatura, cuya duración sería de cuatro años (art. 174).

El 25 de abril de 1976, dos años después de la Revolución, tuvieron lugar las primeras elecciones parlamentarias tras la nueva Constitución. En ellas solo obtuvieron escaños —aumentados a 263, sobre el límite constitucional— cinco fuerzas: el Partido Socialista con 102 escaños, el Partido Popular Democrático con 73, el Partido del Centro Democrático Social (CDS) con 43, el Partido Comunista con 40 y la Unión Democrática Popular con el escaño restante. Salieron vencedores los socialistas, que mantuvieron su condición de principal partido (36,61 % de los votos válidos), de nuevo por encima del PPD (25,12 %), si bien ambos partidos sufrieron un descenso en votos y asientos (menos 9 y 8 respectivamente). Tras ellos quedó el CDS (16,48 %), que en su primera concurrencia logró superar al PCP (14,84 %), aun así al alza respecto a las elecciones del año anterior (al ganar más de 75 000 votos y 10 escaños).
El 27 de julio se celebraron las primeras elecciones presidencialistas. A ellas se presentan el general Ramalho Eanes, Otelo Saraiva de Carvalho —que representaba a la izquierda—, el primer ministro Pinheiro de Azevedo y Octávio Pato, presidente del grupo parlamentario comunista. Eanes ganó las elecciones con un 61,5 % de los votos, seguido por Otelo con un 16,5 %, y se convirtió así en el primer presidente de la Tercera República. En septiembre de 1976 Mário Soares fue elegido primer ministro. Con ello el país volvía a tener un presidente y un primer ministro constitucionales.

## Primer gobierno de Soares

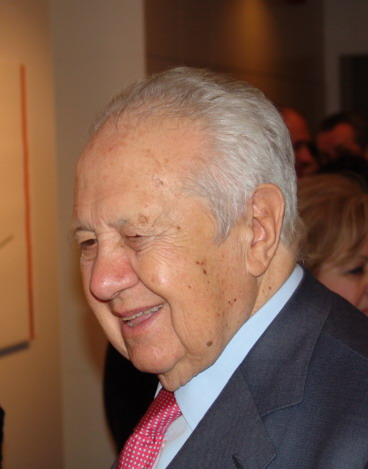
Mário Soares

El problema más inmediato a que se enfrentaba el nuevo Gobierno era la difícil situación económica de Portugal. El Gobierno logró recibir ayuda financiera de los Estados Unidos y de la Comunidad Europea, ya que estas potencias estaban a favor de la estabilidad del Estado portugués. Soares también comenzó la lenta integración de Portugal en las relaciones internacionales, que durante el Estado Novo se habían interrumpido. El primer paso tuvo lugar el 22 de septiembre de 1976 con el ingreso en el Consejo de Europa.
Sin embargo, los socialistas no lograron la mayoría absoluta en el Parlamento, aunque eran la fracción más fuerte (con 102 de 230 diputados). Pese a ello, Soares gobernó en minoría tras romper el pacto con los conservadores del ahora Partido Social Demócrata (PPD) el 5 de diciembre de 1977.
Con ello comenzaron las posibilidades de formar gobierno según la representación de los partidos en el Parlamento. Un Gobierno de izquierdas era insostenible, a pesar de tener mayoría parlamentaria, por las diferencias entre socialistas y comunistas. La derecha no tenía mayoría y con el centro ya se había roto el pacto. El presidente Eanes destituyó a Soares y nombró a tres primeros ministros posteriormente: Alfredo Nobre da Costa (a partir del 28 de agosto de 1978), el democristiano Carlos Mota Pinto (a partir del 22 de noviembre de 1978) y finalmente la socialista Maria de Lourdes Pintasilgo (a partir del 1 de agosto de 1979), la única mujer que ha sido presidenta del Gobierno en Portugal. La falta de apoyo parlamentario fue lo que hizo que estos gobiernos fueran tan cortos. Los partidos se unieron para solicitar nuevas elecciones que se celebraron a finales de 1979.

## Los conservadores en el poder (1980-1983)
En la parte diestra del espectro parlamentario fue destacando la figura del dirigente del Partido Social Demócrata: Francisco de Sá Carneiro. En las elecciones de 1979 concurrieron en la coalición Alianza Democrática junto con el CDS y el Partido Popular Monárquico (PPM), y ganaron al obtener el 46,53 % de los votos válidos emitidos, frente a la caída del PS (28,10 %) y a la coalición comunista-ecologista Alianza Pueblo Unido (19,33 %). Así, con mayoría absoluta de 128 de los 250 diputados, Sá Carneiro se convirtió en el nuevo primer ministro. 
La aplicación de la Constitución dio lugar a un hecho curioso: al haberse adelantado las elecciones no se inició una nueva legislatura, sino que se continuó con la anterior. Por ese motivo, hubo de nuevo elecciones en 1980, esta vez en la fecha establecida de 5 de octubre. Las nuevas elecciones revalidaron los resultados de las anteriores, aunque la Alianza Democrática amplió su victoria al 48,70 % de los votos válidos y a los 134 escaños (por el 28,41 % de la coalición socialista Frente Republicano y Socialista, así como de la Alianza Pueblo Unido, que bajó a un 17,14 %). De esta forma, el partido gobernante —el PPD/PSD— logró tener mayoría de apoyos en el Parlamento y por primera vez un Ejecutivo de derechas pudo gobernar decididamente en el país.
En 1980 también tuvieron lugar elecciones presidenciales. Eanes se presentó a la reelección. La política radical conservadora de Sá Carneiro, que muchas veces eliminaba hitos logrados por la Revolución, se basó en revocar las nacionalizaciones y la liberalización de la economía portuguesa. Esto creó un conflicto abierto entre el primer ministro y el presidente. La Alianza Democrática dejó de apoyar a Eanes en las elecciones presidenciales, pasando a pedir el voto por el general António Soares Carneiro. Pero Eanes se pudo asegurar el apoyo de los socialistas y ganó con mayoría absoluta en la primera vuelta (casi un millón de votos por encima de Carneiro).
Sin embargo, el 4 de diciembre, en plena campaña, el primer ministro Sá Carneiro y Adelino Amaro da Costa, ministro de Defensa y dirigente del CDS, perecieron en un accidente de helicóptero en circunstancias que aún no se han aclarado, cuando se dirigían a un mitin de apoyo a Soares Carneiro. La trágica muerte de estos políticos, al poco tiempo de vencer en las elecciones parlamentarias y poner fin a un Gobierno de izquierdas en el poder desde 1974, conmocionó al país. Francisco Pinto Balsemão se convirtió en su sucesor. 
En cualquier caso, la situación política en Portugal pasó a ser de cohabitación entre un presidente —Eanes— y un primer ministro —antes Sá Carneiro, ahora Balsemão— de tendencias ideológicas distintas. Tras acceder al poder, Balsemão continuó con la política de Sá Carneiro, pero de forma menos radical. Su gran éxito fue aliarse con la oposición socialista para llevar a cabo una reforma constitucional, con la cual Portugal afianzaría el normal desarrollo del sistema parlamentario. El Consejo Revolucionario, un vestigio de la Revolución de los Claveles, fue abolido. La posición del presidente se hizo más débil, mientras que el Gobierno y el Parlamento salieron reforzados. Las Fuerzas Armadas pasaron a estar en manos del poder civil. El presidente Eanes tuvo que apoyar las reformas, aunque en ellas se limitaran sus poderes a la política exterior y de seguridad, como pago por los favores que le prestaron los socialistas en 1980. 
A Pinto Balsemão le faltaba el carisma de su antecesor y no pudo mantener la unión en la coalición conservadora. La Alianza Democrática se dividió, de forma que el Gobierno perdió la mayoría parlamentaria y Balsemão debió dimitir. Los democristianos del PPD/PSD eligieron a Vítor Crespo, un antiguo militar y miembro del MFA, como candidato a primer ministro. El presidente Eanes dudó al nombrarlo y prefirió disolver el Parlamento, con elecciones previstas para el 25 de abril de 1983. 

## La gran coalición (1983-1985)
Con la derecha dividida, el resultado de las elecciones de 1983 brindó al Partido Socialista una nueva victoria, pero sin mayoría absoluta (37,07 % de los votos válidos y 101 escaños). Tampoco el PPD/PSD (27,96 % y 75 escaños) ni el CDS (12,89 % y 30 escaños) tenían una posición favorable a ningún pacto, pese a que entre ambos sumaban 4 escaños más que los socialistas. Asimismo, la coalición comunista-ecologista Alianza Pueblo Unido consiguió ascender hasta el 18,55 % de los votos y volver a situarse como la tercera fuerza política con 44 escaños.
Tras largas negociaciones, Mário Soares pactó una gran coalición con el PPD/PSD denominada «bloco central». Al final, Soares sería elegido primer ministro.
Este Gobierno se enfrentó con las rencillas internas en el PPD/PSD. El antiguo primer ministro pero aún líder del partido, Pinto Balsemão, se enfrentó a su contrincante político Aníbal Cavaco Silva. Este había sido ministro de Finanzas durante el gobierno de Sá Carneiro, y dudó si unirse al nuevo Gobierno tras la muerte del primer ministro, pues se consideraba el legítimo sucesor del malogrado líder democristiano.
A pesar de ello se acercaba el final del segundo mandato del presidente Eanes. La Constitución prohíbe que un presidente se presente más de una vez a la reelección:

Não é admitida a reeleição para um terceiro mandato consecutivo, nem durante o quinquénio imediatamente subsequente ao termo do segundo mandato consecutivo.
Constituição da República Portuguesa, texto aprobado en 2 de abril de 1976, art. 126

Eanes no estaba preparado para despedirse de la política activa y estableció contactos con los democristianos del PPD/PSD. Esto se debió a la rivalidad entre Mário Soares y el propio presidente, pese a que las ideas de este último eran más cercanas a las ideas socialistas. Debido al conflicto que mantuvieron Sá Carneiro y Eanes, Cavaco Silva se opuso a que este último ingresara en el partido, lo que sin embargo sí apoyó Pinto Balsemão. A esto se unió el descontento con la política económica del Gobierno de Soares. En el famoso congreso de los democristianos en Figueira da Foz, Cavaco Silva se convirtió en el líder del PSD/PPD. El nuevo representante del partido terminó la coalición con los socialistas, de modo que el Ejecutivo de Soares se quedó sin mayoría parlamentaria y el presidente Eanes tuvo que convocar elecciones generales para el 6 de octubre de 1985.

## La presidencia socialista y la entrada en Europa (1985-1986)

### Mário Soares, presidente
El general Eanes, que tras la victoria de Cavaco Silva en el PPD/PSD vio como se cerraba su posible inserción en el partido, intentó fundar su propia fuerza política. De esta forma se creó el Partido de la Renovación Democrática (PRD). Como Eanes seguía siendo presidente de la República, el liderazgo del partido lo tomó provisionalmente Hermínio Martinho, aunque estaba claro que era el partido del presidente. El PRD se benefició del gran descontento de algunos sectores de la sociedad aprovechando la convocatoria de elecciones. En ellas el nuevo partido consiguió más de 1 millón de sufragios (18,38 % de los válidos) y 45 escaños, y se convirtió en la tercera fuerza en el Parlamento.
En estas elecciones el PPD/PSD regresó a ser el partido más votado con el 30,64 % y 88 diputados. En segundo lugar se encontraban los socialistas, los grandes perdedores, que pasaron del 37,07 % en las elecciones de 1983 a un 21,30 % de los sufragios válidos y a los 57 asientos (44 menos). Parte de esta pérdida fue a parar al PPD/PSD, pero sobre todo al nuevo partido de Eanes. Otras de las razones fue que Mário Soares había planeado presentarse a las elecciones presidenciales para convertirse en el sucesor de Eanes, y no se presentó a las parlamentarias. En cambio, los socialistas fueron representados por António de Almeida Santos, que había sido ministro de varias carteras durante los Gobiernos socialistas, así como la mano derecha del primer ministro Soares.
Por su parte, la coalición Alianza Pueblo Unido (ya solo comunista, sin el Partido Ecologista «Los Verdes») se mantuvo por detrás del PRD con 38 escaños y el 15,89 % de los votos (una caída de más de 100 000 respecto a 1983). Más debilitado quedó el CDS, que continuó su declive tanto en sufragios (10,22 % del total válido, casi 140 000 menos) como en diputados (con 22 frente a los 30 anteriores).
Como el PSD se convirtió en el partido más votado, Aníbal Cavaco Silva fue nombrado primer ministro. Pese a ello, no disponía de mayoría parlamentaria, de forma que tuvo que gobernar en minoría con la tolerancia de los diputados del PRD.
En 1985 tiene lugar un proceso que conmocionó al país, cuando a Otelo Saraiva de Carvalho, antiguo dirigente de la Revolución de los Claveles y candidato a presidencia de la república en 1976 y 1980, se le imputó la pertenencia al grupo terrorista Fuerzas Populares 25 de Abril (FP-25). Condenado a prisión, permaneció preso durante cinco años hasta que se reabrió el proceso en 1990 y obtuvo la libertad condicional. Finalmente en 1996 la Asamblea de la República dictó una amnistía en su favor.
En 1986 se celebraron las pertinentes elecciones presidenciales. Al contrario de las anteriores, el resultado estaba abierto porque Eanes ya no se podía presentar. El candidato de los socialistas fue Mário Soares. El todavía presidente Eanes intentó evitar que Soares se convirtiera en presidente e intentó que saliera elegido el candidato de su partido. Para ello nombró a Francisco Salgado Zenha, un antiguo socialista. Zenha había sido durante muchos años amigo personal de Soares y miembro fundador del Partido Socialista. Junto con Soares había luchado contra la dictadura de Salazar/Caetano en el exilio. Entre 1974 y 1982 fue uno de los portavoces del PS en el Parlamento. Pero en 1980 se separó de Soares. Los comunistas también apoyaban la candidatura de Zenha. En cambio, la derecha presentó a Diogo Freitas do Amaral, uno de los fundadores del CDS, como su candidato.
Las elecciones presidenciales de 1986 fueron las más tensas de la joven historia democrática portuguesa. Soares, impopular debido a su política de ahorro, en la primera vuelta obtuvo el 25,43 % de los votos, tras el conservador Do Amaral, que consiguió el 46,31 %. También debilitó a Soares que la izquierda hubiera presentado a tres candidatos (Maria de Lourdes Pintasilgo, además de Zenha, con apoyo del PRD y el PCP), mientras que la derecha se mantenía unida con un solo candidato. Lo más importante de los resultados de la primera ronda fue que Soares logró imponerse al candidato del presidente Eanes. En la segunda ronda Soares logró votos de la candidatura de Salgado Zenha. Muchos comunistas votaron por Soares, ya que lo preferían antes de que a un presidente de derechas. De este modo, Soares ganó la presidencia frente a Amaral con el 50,71% de los votos válidos, por una diferencia de 138 000 sufragios (apenas superior a 2 puntos porcentuales). 
Eanes tuvo, muy a su desgana, que nombrar presidente de la república a Mário Soares, siendo este el primer presidente civil de la República portuguesa en los últimos sesenta años.

### Ingreso en la Comunidad Económica Europea
Uno de los principales proyectos de Mário Soares era la adhesión de Portugal a la Comunidad Económica Europea (CEE). Debido a la diferencia económica entre Portugal y los países miembros, las negociaciones duraron diez años. Durante el segundo gobierno de Soares, con la gran coalición, intentó a través de una política radical de ahorro sanear la economía portuguesa. El descontento resultante de esa política económica provocó que muchos votantes abandonaran los partidos de la coalición para votar al PRD, de forma que Soares solo pudo ser elegido presidente de la República en la segunda vuelta. Desde la Presidencia de la República pudo firmar —junto con el Gobierno español de Felipe González— el ingreso de Portugal en la CEE, efectivo el 1 de enero de 1986.

## La era de Cavaco Silva (1985-1995)
El primer gobierno de Cavaco Silva, que se basó en la tolerancia de los diputados del PRD, fue de corta duración. En 1987 el PRD le quitó su apoyo parlamentario por lo que se tuvo que convocar elecciones. El presidente Soares, que durante ese tiempo había llegado a desarrollar una amistad con el primer ministro, se opuso a que los socialistas llegaran a un acuerdo de gobierno con el PRD para acceder al poder, en parte porque veía que una coalición así implicaba la inestabilidad del Ejecutivo. En vez de eso, el presidente disolvió la Asamblea Nacional y convocó elecciones.

### Elecciones parlamentarias de 1987
Las elecciones del 19 de julio de 1987 cambiaron la geografía política del país. El carisma de Cavaco Silva provocó que el PPD/PSD lograra por primera vez en su existencia una mayoría absoluta, con un 51,34 % de los votos válidos y 148 escaños. Se trataba de una victoria electoral aplastante, pues el partido obtuvo 2,85 millones de votos (más de 1 millón respecto a 1985). El segundo partido más votado fue el socialista con el 22,74 % de los votos y 60 asientos, que mejoraron los resultados de las últimas elecciones —los peores de su historia—. La tercera fuerza más votada fue la nueva Coalición Democrática Unitaria, con 12,41 % de los sufragios y 31 diputados.
El gran perdedor fue Eanes y su partido el PRD. Tras el auge de las elecciones anteriores, el PRD sólo obtuvo un 5,02 % de los votos válidos y pasó 45 a 7 diputados. La caída del Gobierno en minoría de Cavaco Silva, que fue provocada por el PRD, supuso además la desaparición del partido. Tras ese debate, el expresidente Eanes asumió durante un corto período la dirección del partido, sin lograr mejorar los resultados. En las elecciones de 2001 el PRD dejó de tener diputados en la Asamblea de la República.
Cavaco Silva había esgrimido la política económica en la campaña electoral y las opciones electorales de los portugueses se vieron reducidas. Los comicios parlamentarios de 1987 marcaron un proceso de concentración en ambos lados del espectro político. Tras el debacle del PRD, los socialistas se convirtieron en la principal fuerza de izquierdas. Los comunistas mantenían su potencial electoral, aunque seguían perdiendo partidarios. Por otro lado, en la derecha todo se concentró en torno a los democristianos del PPD/PSD. El segundo gran partido de la derecha, el CDS, obtuvo el 4,54 % de los votos (poco más de 250 000) y, continuado la espiral descendente en que se había sumido desde la ruptura de la Alianza Democrática en 1980, dejó de ser competencia para el PPD/PSD.

### Liberalización económica y reforma constitucional de 1989
La política económica liberal no encajaba en la Constitución, que abogaba por el paso al socialismo. Si su artículo primero definía la República Portuguesa como «soberana, baseada na dignidade da pessoa humana e na vontade popular e empenhada na sua transformação numa sociedade sem classes», de acuerdo con el artículo segundo:

A República Portuguesa é um Estado democrático, baseado na soberania popular, no respeito e na garantia dos direitos e liberdades fundamentais e no pluralismo de expressão e organização política democrática, que tem por objectivo assegurar a transição para o socialismo mediante a criação de condições para o exercício democrático do poder pelas classes trabalhadoras.

El PPD/PSD buscaba, por tanto, reformarla. Pero como no poseía por sí mismo los dos tercios de los diputados necesarios, debió pactar con los socialistas. En 1989 se llevó a cabo la última reforma que terminaría con la fase socialista de la Constitución, que había surgido en la Revolución de los Claveles. Tras esta reforma se permitió que muchas de las empresas estatales fueran privatizadas, tales como industrias y bancos públicos.
Portugal tenía asentado un sistema bipartidista, representado por el presidente socialista Soares y el primer ministro conservador. Cavaco Silva llevó a cabo una política económica neoliberal y esto, además de la transferencia de fondos comunitarios, provocó que mejorara la situación económica del país y aumentando por consiguiente la popularidad del Gobierno.[cita requerida]

### Elecciones presidenciales y parlamentarias de 1991: La segunda cohabitación
El presidente Soares y el primer ministro Cavaco Silva limaron sus diferencias y comenzaron a mantener una buena relación. Ninguno pudo aprovecharse de la mala relación presidente/primer ministro en las elecciones presidenciales ni parlamentarias de 1991, ya que eran los favoritos. Soares arrasó en la primera vuelta con casi 3,5 millones de votos (un 68,77 % de los válidos) frente a su contrincante, el democristiano Basílio Horta, y al candidato comunista Carlos Carvalhas. Por su parte, los conservadores revalidarían la posición de mayoría absoluta en el Parlamento, con el 51,60 % de los votos válidos y 135 escaños, pese al tímido ascenso de los socialistas (72 escaños y 29,70 %).
En el segundo periodo de mandato de Soares y Cavaco Silva, la cohabitación comenzó a ser más problemática. La posición de Soares se había reforzado por los buenos resultados de las elecciones. Pese a ello, la Constitución no le permitía un tercer mandato y, por tanto, no tenía que preocuparse de las siguientes elecciones ni tenía que comprometerse a nada. La posición del Gobierno se debilitó bastante. El país entró en una fase de recesión y las tensiones sociales aumentaron. Se celebraron protestas masivas. Soares evitó firmar una serie de leyes enviándolas al Tribunal Constitucional para que éste dictaminara si eran constitucionales o no, lo que aumentó los problemas entre el Gobierno y la Presidencia. Mientras que el Ejecutivo cada vez era más impopular, el presidente ganaba popularidad entre el pueblo. 

### Elecciones parlamentarias de 1995
En 1995 se celebraron elecciones parlamentarias, en un tiempo en que el Gobierno era bastante impopular debido a la recesión económica. Cavaco Silva no se presentó. Se había retirado, ya que quería convertirse en el sucesor de Mário Soares en la Presidencia de la República; quería repetir la acción de Soares en su primera elección y ganar en la primera vuelta. El problema era la impopularidad de su Gobierno y su candidatura. El PSD pasó a ser dirigido por Joaquín Fernando Nogueira y perdió las elecciones: obtuvo 34,78 % de los votos válidos (casi 900 000 menos) y cayó a 88 diputados (47 menos). En cambio, los socialistas resurgieron hasta un 44,61 %, siendo por primera vez desde 1985 la fuerza más votada —no obstante, sin la mayoría absoluta, con 112 de 230 diputados—. El presidente Soares logró nombrar a António Guterres, de su mismo partido, como primer ministro.

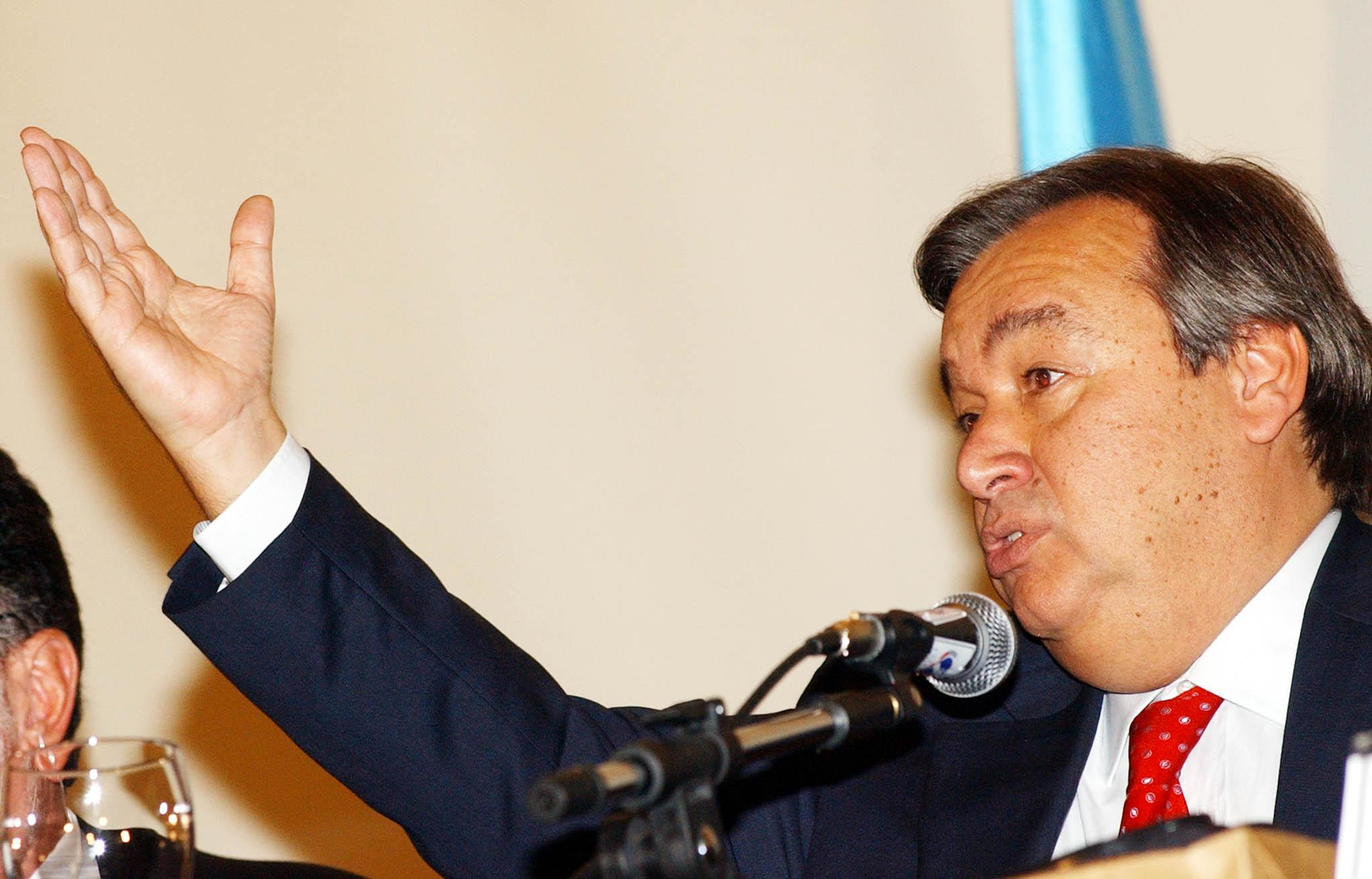
António Guterres

## Socialistas en el poder (1996-2001)
En 1996 se celebran elecciones presidenciales. El candidato del PPD/PSD, el antiguo primer ministro Cavaco Silva, se presenta como candidato, mientras que los socialistas presentan como candidato al alcalde de Lisboa, Jorge Sampaio. Este ganó a Cavaco Silva en la primera vuelta con un 53,31 % de los votos válidos.
En octubre de 1999 se celebran elecciones parlamentarias, en las cuales vencieron los socialistas con el 44,96 % de los votos válidos, pero al filo de obtener la mayoría absoluta, con justo 115 de 230 diputados. El Gobierno en minoría de Guterres se vio reforzado por las elecciones. Guterres pasará en 1999 a suceder al francés Pierre Mauroy como presidente de la Internacional Socialista. Sin embargo, contra todo pronóstico, los socialistas tuvieron pésimos resultados en las elecciones municipales (autárquicas) de diciembre de 2001. Guterres asumió la responsabilidad en la derrota y dimitió como primer ministro y portavoz de los socialistas.

## Cohabitación: Sampaio y Durão Barroso / Santana Lopes (2002-2004)
El 1 de enero de 2002 se introduce el euro como nueva unidad monetaria en Portugal, retirándose los escudos
En las elecciones del 17 de marzo de 2002 los socialistas perdieron un 6,3 % de los votos y se convirtieron en la segunda fuerza política. Los socialdemócratas aumentaron un 8 % los votos hasta alcanzar el 40,21 % del total. El PSD creó una coalición con el Partido Popular (el antiguo CDS) con José Manuel Durão Barroso como primer ministro.

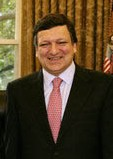
José Manuel Durão Barroso, antiguo primer ministro portugués y actual presidente de la Comisión Europea

Como jefe de Gobierno, Durão Barroso hizo muchas reformas de corte conservador, lo que le restó popularidad en su país. En la política financiera, impulsó el pacto de estabilidad europeo, aplicando muchas medidas europeas como la privatización de las empresas estatales, con lo que se redujeron los ingresos del erario público. En el plano internacional, inició un acercamiento a los Estados Unidos, siendo el anfitrión de la Cumbre de las Azores para decidir sobre la guerra de Irak.
En 2004 terminó el mandato del presidente de la Comisión Europea, Romano Prodi, que rehusó revalidar su condición, ya que quería volver a la política nacional italiana para enfrentarse al primer ministro de la época Berlusconi. En Europa comenzó la búsqueda de un sucesor. El candidato elegido sería el primer ministro luxemburgués Jean-Claude Juncker, quien rechazó el cargo, pues quería seguir siendo el jefe de Gobierno de su país. El candidato de los liberales, el presidente belga (apoyado por Francia y Alemania), se enfrentó al conservador Chris Patten, quedando bloqueados ambos, por lo que en Europa hubo que buscar un candidato de compromiso. Por fin, se unieron los jefes de Estado y de Gobierno en el Consejo Europeo del 29 de julio de 2004 para elegir a Durão Barroso como nuevo presidente de la Comisión. Barroso dimitió el 17 de julio de 2004 como primer ministro portugués y, el 18 de noviembre de 2004, el Parlamento Europeo lo nombró presidente de la Comisión Europea.
El sucesor de Durão Barroso en Portugal sería el alcalde de Lisboa Pedro Santana Lopes. Durante el gobierno de Barroso había sido el portavoz del partido. Santana Lopes no era un personaje popular en Portugal; se le criticaba especialmente por su personalidad. Se le consideraba simpático y amigable aunque a la vez se le acusaba de populista y demagogo. Durante su alcaldía en Lisboa se le acusó de mujeriego (había tenido 5 hijos con tres mujeres distintas) y la clase alta lisboeta lo llamaba el Rey de la Noche de la capital lusa.[cita requerida]
Debido a su déficit personal, se fue enfriando su relación con el primer ministro Barroso, el cual, cuando aceptó ser el presidente de la Comisión Europea, no preparó el camino para que Santana Lopes fuera su sucesor. El presidente Sampaio se mantuvo escéptico, pero no pudo evitar que Santana Lopes fuera elegido primer ministro. El 17 de julio de 2004 Santana Lopes, que había sucedido a Durão Barroso en la presidencia del PSD, pasó a ser primer ministro.

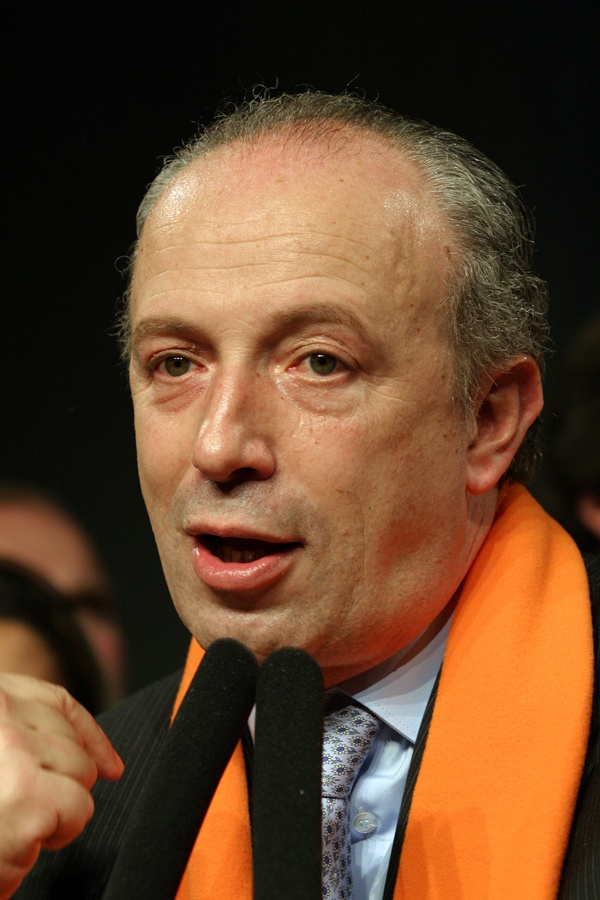
Pedro Santana Lopes

El corto gobierno de Santana Lospes está presidido por las crisis. También dentro del partido tenía opositores. Al contrario que sus predecesores, Santana Lopes no caía bien al presidente Jorge Sampaio, que como socialista tenía ideas contrarias pero que por motivos de Estado gobernó con él en lo que él mismo denominó una relación injusta. Santana Lopes decidió dimitir como primer ministro para forzar elecciones generales. Hasta las elecciones que se celebraron el 20 de febrero se mantuvo como primer ministro en funciones.

## Actualidad: La Cohabitación
Las elecciones de 2005 provocaron un auténtico terremoto en Portugal, un debacle para los conservadores. El PSD, con un 29,6 % de los votos, perdió la marca del 30 % llegando a perder en las elecciones parlamentarias un 10,6 % de los votos. Esto se explica debido a la mala situación económica, así como la repercusión de la persona de Santana Lopes, que perdió muchos votantes centristas a favor de los socialistas. Las pérdidas de los socialdemócratas se convirtieron en ganancias para los socialistas, que lograron el 46,41 % de los votos y 121 diputados, lo que le dio la mayoría absoluta en el Parlamento por primera vez en la historia de los Gobiernos socialistas. El Partido Popular, el pequeño partido que apoya al PSD, se puso por debajo de su peor resultado de 2002, lo que obligó a Paulo Portas a renunciar al liderazgo. Aparte de los partidos nombrados, el Bloque de Izquierda y la Coalición Democrática Unitaria también lograron 8 y 14 representantes en la Asamblea, respectivamente.

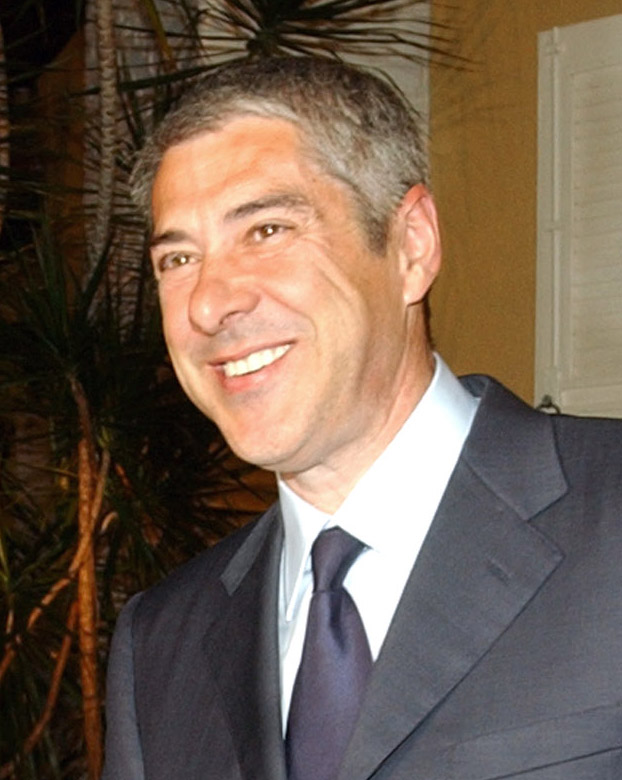
José Sócrates

Como resultado de estas elecciones, el líder de los socialistas José Sócrates fue elegido primer ministro el 12 de marzo de 2005. Portugal pasó a estar durante un corto período en manos de un presidente y un primer ministro socialista.
El 22 de enero de 2006 tuvieron lugar las elecciones presidenciales. Cavaco Silva, que se había retirado de la política tras su pérdida en 1996 y que había trabajado en el consejo de administración del Banco de Portugal, así como de profesor en la Facultad de Finanzas de la Universidad Católica de Portugal, se presentó como candidato democristiano y conservador a la Presidencia de la República. Mário Soares también se presentó como candidato. Cavaco Silva ganó las elecciones en la primera vuelta. De esta forma, el país entró en una fase de cohabitación en la cual existía un presidente de derechas y un Gobierno de izquierdas.